# Ana Jara

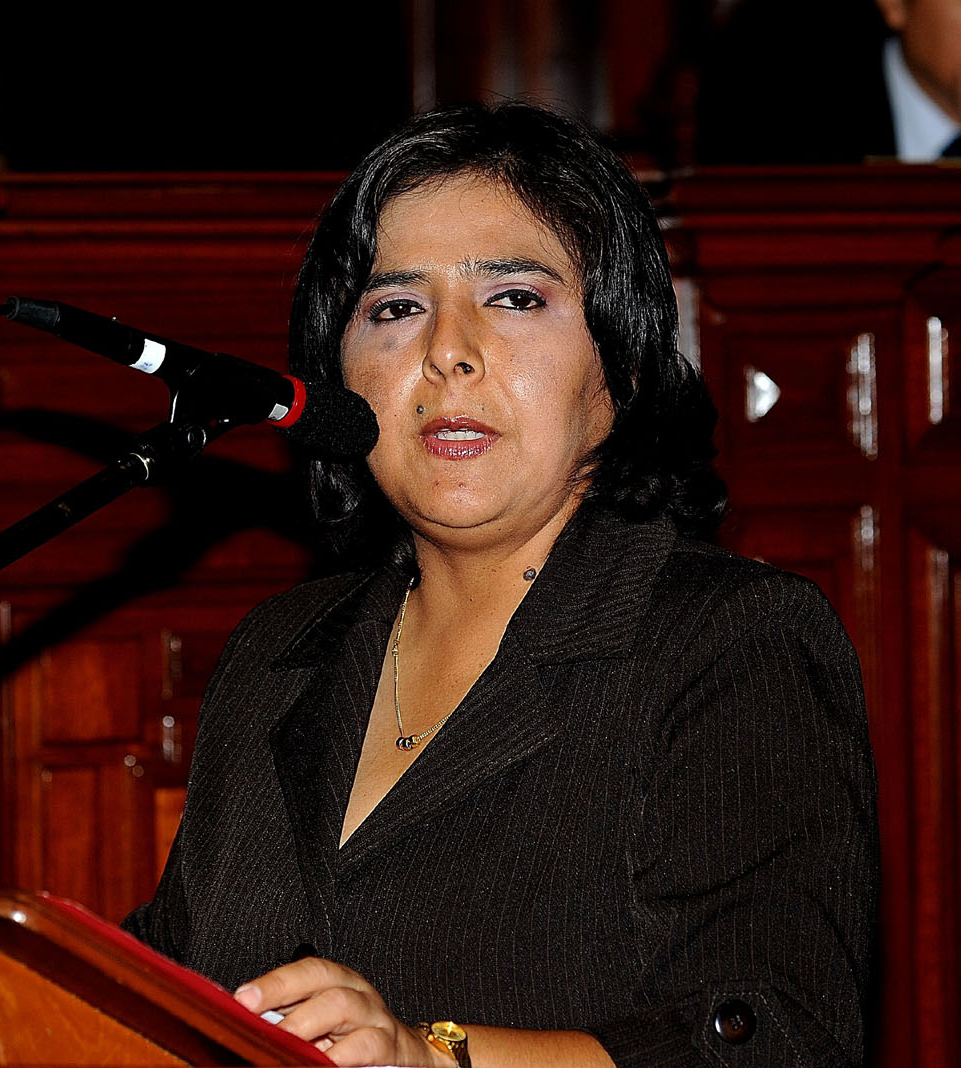
Ana Jara

Ethel Ana del Rosario Jara Velásquez (* 11. Mai 1968 in Ica, Peru) ist eine peruanische Politikerin der Partido Nacionalista Peruano. Seit 22. Juli 2014 war sie Premierministerin des Landes. Am 30. März 2015 beschloss das Parlament, sie ihres Amtes zu entheben.

## Leben
Ana Jara studierte Rechtswissenschaften an der Universidad Nacional San Luis Gonzaga in Ica. Nach ihrer Promotion arbeitete sie ab 1998 als Notarin in Ica. Bei den Wahlen 2011 rückte sie in den Kongress, das Einkammer-Parlament Perus, ein und wurde Ministerin für Frauen und soziale Entwicklung, im Februar 2014 wechselte sie zum Arbeitsministerium. Nach dem Rücktritt von Premierminister René Cornejo wurde sie im Juli 2014 seine Nachfolgerin.